# 沢田久喜
沢田 久喜（さわだ　ひさよし、1947年12月2日 - ）は北海道羽幌町出身の日本の元スキージャンプ選手。

## プロフィール
北海道羽幌高等学校→明治大学→雪印乳業
羽幌高校時代、羽幌炭鉱の笠谷昌生に指導を受けて才能が開花、笠谷幸生らの次代を担う人材として期待された。
現役当時、高校、大学時代は国内では無敵で、史上最強とも言われ、オリンピックの日本人初優勝も期待されたが、大学4年から不振に陥り、オリンピック出場を逃した。
- 1966年のノルディックスキー世界選手権オスロ大会に高校生ながら出場し70m級51位、90m級36位となった。
- 1970年ビソケタトリ大会では70m級40位、90m級42位、同年のユニバーシアードでは18位だった。
- 1972年地元開催の札幌オリンピック代表に選ばれたが補欠に回り出場は無かった。

1977年現役引退し雪印乳業コーチに就任、1980年4月から1984年3月まで同監督を務めた。また、1985年からは全日本のコーチを務めた。

## 日本国内での主な競技成績
- 1964.02.28(金)　第3回STV杯争奪ジャンプ大会少年組　優勝
- 1964.03.01(日)　第35回宮様スキー大会国際競技会少年組　優勝
- 1965.01.31(日)　第20回北海道スキー選手権大会兼国体予選兼全日本選手権予選少年組　優勝
- 1965.02.16(火)　第20回国民体育大会冬季大会少年組　優勝
- 1965.02.26(金)　第43回全日本スキー選手権大会60m級少年組　優勝
- 1965.03.07(日)　第36回宮様スキー大会国際競技会少年組　優勝
- 1965.12.19(日)　第2回倶知安町長杯全道ジャンプ大会少年組　優勝
- 1966.01.09(日)　第7回NHK杯ジャンプ大会少年組　優勝
- 1969.01.18(土)　第42回全日本学生スキー選手権大会一部　優勝
- 1970.01.18(日)　第43回全日本学生スキー選手権大会一部　優勝
- 1970.12.13(日)　第8回羊蹄シャンツェ全道ジャンプ大会
- 1971.02.28(日)　第6回雪印杯全日本ジャンプ旭川大会成年組　優勝
- 1972.03.19(日)　第7回雪印杯全日本ジャンプ旭川大会成年組　優勝
- 1972.03.26(日)　第8回倶知安町長杯全道ジャンプ大会成年組　優勝
- 1972.12.17(日)　第10回羊蹄シャンツェ全道ジャンプ大会成年組　優勝
- 1973.02.15(木)　第51回全日本スキー選手権大会(90m級)兼第44回宮様国際競技会スキー大会(90m級)
- 1973.02.21(水)　第28回国民体育大会冬季大会成年組　優勝
- 1974.02.20(水)　第29回国民体育大会冬季大会成年組　優勝
- 1974.03.10(日)　第1回HTB杯ジャンプ大会
- 1974.03.21(木)　サーキットジャンプ第2戦
- 1976.02.17(火)　第31回国民体育大会冬季大会成年二部　優勝